# Calicorema
Calicorema es un género de  fanerógamas pertenecientes a la familia Amaranthaceae.  Comprende 2 especies descritas y  aceptadas.

## Taxonomía
El género fue descrito por Joseph Dalton Hooker y publicado en Genera Plantarum 3: 34. 1880. La especie tipo es: Calicorema capitata Hook.f.

## Especies aceptadas
A continuación se brinda un listado de las especies del género Calicorema aceptadas hasta septiembre de 2012, ordenadas alfabéticamente. Para cada una se indica el nombre binomial seguido del autor, abreviado según las convenciones y usos. 
- Calicorema capitata Hook.f.
- Calicorema squarrosa (Schinz) Schinz